# معاملة المتحولين جنسيا في الأرجنتين
أشاد الكثيرون بمعاملة المتحولين جنسيًا في الأرجنتين باعتبارها من أكثر الحقوق تقدمية في العالم. لدى الأرجنتين «واحد من أكثر قوانين حقوق العابرين جنسيًا شمولية في العالم»: إذ إن قانون الهوية الجندرية لديها، والذي سُن في عام 2012، جعلها «البلد الوحيد الذي يسمح للأشخاص بتغيير هوياتهم الجندرية دون مواجهة عوائق مثل العلاج الهرموني أو الجراحة أو التشخيص النفسي الذي يصفهم بأنهم مصابون بشذوذ». في عام 2015، أشارت منظمة الصحة العالمية إلى الأرجنتين كدولة يُحتذى بها لتوفير الحقوق للعابرين جنسيًا. من أبرز الناشطين العابرين جنسيًا لوهانا بيركنز، وديانا ساكايان، وماريلا مونيوز، وماريا بيلين كوريا، ومارلين ويار، وكلوديا بيا بودراكو، وسوزي شوك، ولارا برتوليني.
في الوقت الحالي، يضغط النشطاء من العابرين جنسيًا في الأرجنتين من أجل قوانين مكافحة التمييز وحصص التوظيف، فضلًا عن وقف قتل الأشخاص العابرين جنسيًا.
يُجرى الاحتفال بيوم «تعزيز حقوق العابرين جنسيًا» في يوم 18 مارس، في مدينة بوينس آيرس وفي مقاطعة سانتا في، إحياءً لذكرى الناشطة كلوديا بيا بودراكو. 

## قانون الهوية الجندرية
يمنح قانون الجندر للبالغين جراحة إعادة تحديد الجنس والعلاج بالهرمونات كجزء من خطط الرعاية الصحية العامة أو الخاصة. يسمح القانون أيضًا بإدخال تغييرات على نوع الجنس أو الصورة أو اسم الميلاد في السجلات المدنية دون موافقة الطبيب أو القاضي. في عام 2013، أصبحت فتاة تُدعى لوانا، تبلغ من العمر ست سنوات، وقد جرى تحديدها كذكر عند ولادتها، أول طفلة عابرة جنسيًا في الأرجنتين تغير اسمها الجديد رسميًا في وثائق هويتها. يُعتقد أن لوانا هي الأصغر سنًا التي استفادت من قانون الهوية الجندرية في البلاد.
جعل القانون الأرجنتين «البلد الوحيد الذي يسمح للأشخاص بتغيير هوياتهم الجندرية دون مواجهة عوائق مثل العلاج الهرموني أو الجراحة أو التشخيص النفسي الذي يصفهم بأنهم مصابون بشذوذ». في عام 2015، أشارت منظمة الصحة العالمية إلى الأرجنتين كدولة يُحتذى بها لتوفير الحقوق للعابرين جنسيًا.